# 안 (배우)
안(杏, 1986년 4월 14일 ~ )은 일본의 패션 모델이자 배우이다. 도쿄도 시부야구 출신이며, 소속사는 탑 코트이다. 2003년 4월까지 본명 '와타나베 안(渡辺 杏)'으로 활동했으나, 현재는 이름인 안으로 활동 중이다.

## 인물
2014년 12월 26일, 스포츠 닛폰 등은, 안이 배우 히가시데 마사히로과 2015년 새해 첫날에 결혼할 예정인 것을 보도했다. 같은 날, 연명의 FAX로 결혼을 정식 발표. 2015년 1월 1일, 사이타마 현 시청에 혼인 신고서를 제출.

## 출연

### 드라마
- 2007년 《천국과 지옥》 - 형사 역
- NHK 대하드라마(NHK)
  - 2009년 《천지인》 - 메고히메 역
  - 2012년 《타이라노 키요모리》- 마사코 역
- 2009년 《화려한 스파이》
- 2009년 《사무라이 하이스쿨》
- 2010년 《울지 않기로 결심한 날》
- 2010년 《신참자》
- 2010년 《조커: 용서받지 못할 수사관》
- 2011년 《이름을 잃어버린 여신》
- 2011년 《요괴인간 벰》
- 2012년 《최고의 인생을 마감하는 방법, 엔딩 플래너》
- 2013년 《희미한 그녀》 - 아카네 역
- 2013년 《잘 먹었습니다》 - 우노 메이코 역
- 2014년 《하나사키 마이가 가만히 있지 않아》 - 하나사키 마이 역
- 2015년 《오리엔트 특급 살인》 - 안도 백작부인 역
- 2015년 《데이트~사랑이란 어떤 것일까~》 - 주연· 야부시타 요리코 역
- 2019년 《위장불륜》 - 주연· 하마 쇼코 역

### 영화
- 2008년 《벚꽃 동산》
- 2010년 《밴디지》
- 2011년 《혼전특급》
- 2012년 《요괴인간 벰》
- 2013년 《플래티나 데이터》
- 2022년 《톤비》 - 유미 역
- 2023년 《킹덤3: 운명의 불꽃》 - 시카 역
- 2025년 《고독한 미식가 더 무비》 - 마츠오 치아키 역 (특별출연)

### 극장판 애니메이션
- 2023년 《창가의 토토》 - 엄마 역